# Rodriguezia bracteata
Rodriguezia bracteata là một loài thực vật có hoa trong họ Lan. Loài này được (Vell.) Hoehne miêu tả khoa học đầu tiên năm 1952.